# Michail Tatartschew
Michail Nikolow Tatartschew (bulgarisch Михаил Николов Татарчев; * 1864 in Resen, heute in Nordmazedonien; † 5. Juli 1917 in Sofia, Bulgarien) war ein bulgarischer Arzt, Chirurg und Revolutionär, Mitglied des BMARK (Bulgarischen Makedonien-Adrianopeler Revolutionären Komitees, später in Innere Mazedonische Revolutionäre Organisation umbenannt). Michail Tatartschew ist der Bruder von Christo Tatartschew, Mitbegründer der BMARK. Der Politiker und Chefankläger Iwan Tatartschew ist sein Enkelsohn.